# Jonah Plock
Jan Jonah Plock (* 27. Mai 1998) ist ein Schweizer Ruderer. Er gewann bis 2024 eine Silbermedaille bei Europameisterschaften.

## Sportliche Karriere
Jonah Plock nahm 2016 an den Junioren-Weltmeisterschaften teil und belegte den achten Platz im Achter. 2022 trat er mit Maurin Lange im Zweier ohne Steuermann an und gewann sowohl bei den Europameisterschaften als auch bei den Weltmeisterschaften das C-Finale.
2023 wechselten beide in den Doppelvierer und belegten den zehnten Platz bei den Europameisterschaften. Für die dreieinhalb Monate später stattfindenden Weltmeisterschaften in Belgrad wurde die Crew noch einmal auf einer Position umbesetzt. Dominic Condrau, Jonah Plock, Scott Bärlocher und Maurin Lange erreichten in Belgrad den fünften Platz und damit die direkte Olympiaqualifikation für den Schweizer Doppelvierer. 2024 gewann der Doppelvierer in dieser Besetzung die Silbermedaille bei den Europameisterschaften in Szeged hinter den Italienern und vor den Polen. Bei den Olympischen Spielen 2024 in Paris belegte der Schweizer Doppelvierer den sechsten Platz.
Jonah Plock gewann 2019 die Schweizermeisterschaft im Doppelzweier und 2021 im Zweier ohne Steuermann und im Achter.

## Fussnoten
1. ↑  Bio bei swissrowing.ch

| Personendaten    | Personendaten     |
| ---------------- | ----------------- |
| NAME             | Plock, Jonah      |
| ALTERNATIVNAMEN  | Plock, Jan Jonah  |
| KURZBESCHREIBUNG | Schweizer Ruderer |
| GEBURTSDATUM     | 27. Mai 1998      |